# Citizen AA
El The Citizen Athletic Association, conocido también como Citizen FC, TCAA o simplemente como Citizen, es un equipo de fútbol de Hong Kong que juega en la Primera División de Hong Kong, la liga de fútbol más importante del país.

## Historia
Fue fundado en el año 1947 en la ciudad de Mong Kok; nunca ha ganado el título de liga, aunque ha sido subcampeón en una ocasión y ha ganado dos títulos de Copa en tres finales jugadas.
A nivel internacional ha participado en un torneo continental, en la Copa AFC del año 2012, en la que fue eliminado en la fase de grupos por el Chonburi FC de Tailandia, el Home United FC de Singapur y el Yangon United FC de Birmania.

## Palmarés

### Torneos nacionales
- Liga de Primera División: 0
  - Subcampeón: 1

2007–08
- Copa de Hong Kong: 1

2010–11
- Copa FA de Hong Kong: 1

2007–08
- - Finalista: 1

2009–10
- Liga de Segunda División: 2

1999–2000, 2003–04

### Torneos internacionales
- Lunar New Year Cup: 1

2014 (participó como Citizen Cuenca United por unión con Deportivo Cuenca)

## Participàción en competiciones de la AFC
| TEMPORADA | Competición | Ronda   | Club          | Casa | Fuera | Posición |
| --------- | ----------- | ------- | ------------- | ---- | ----- | -------- |
| 2012      | AFC Cup     | Grupo G | Home United   | 1–2  | 3–1   | 3.º      |
| 2012      | AFC Cup     | Grupo G | Yangon United | 2–1  | 1–2   | 3.º      |
| 2012      | AFC Cup     | Grupo G | Chonburi FC   | 3–3  | 2–0   | 3.º      |

## Jugadores destacados
En Negrita aparecen quienes jugaron para su selección nacional.
| - Marlon - Stephane Alain Ndem Ambassa - Yan Shipeng - Ma Shuai - Wang Xuanhong - Li Xuepeng - Chen Zhizhao - Ronan | - Anane Yaw - Leung Chun Pong - Xu Deshuai - Li Hang Wui - Ho Kwok Chuen - Chao Pengfei - So Yiu Man - Hisanori Takada |

## Entrenadores destacados
- Jorginho (febrero de 2011–diciembre de 2011)
- Chu Kwok Kuen